# Colostethus fraterdanieli
Colostethus fraterdanieli är en groddjursart som beskrevs av Philip A. Silverstone 1971. Colostethus fraterdanieli ingår i släktet Colostethus och familjen pilgiftsgrodor. IUCN kategoriserar arten globalt som nära hotad. Inga underarter finns listade i Catalogue of Life.